# Mischungstoxizität
Mischungstoxizität (auch als Cocktail-Effekt bezeichnet) beschreibt einen Effekt, bei dem die kombinierte Wirkung mehrerer chemischer Stoffe in einem Gemisch stärker oder anders ausfällt als die Summe der Einzelwirkungen dieser Stoffe. Dies ist von großer Bedeutung für die Umwelttoxikologie und die menschliche Gesundheit, da Menschen und Umwelt in der Regel nicht nur einzelnen Chemikalien, sondern komplexen Mischungen ausgesetzt sind.

## Grundlagen
Mischungstoxizität basiert auf der Tatsache, dass Chemikalien in Kombination miteinander interagieren können. Diese Interaktionen können zu verschiedenen Ergebnissen führen:
1. Additive Wirkung: Die Gesamtwirkung entspricht der Summe der Einzelwirkungen.
2. Synergistische Wirkung: Die Gesamtwirkung ist größer als die Summe der Einzelwirkungen.
3. Antagonistische Wirkung: Die Gesamtwirkung ist geringer als die Summe der Einzelwirkungen.